# Ludovic-Mohamed Zahed
Ludovic-Mohamed Zahed (1977 Alžír) je francouzský imám, teolog, antropolog a psycholog náboženství, zakladatel první evropské inkluzivní mešity v Paříži. Je také prvním francouzským muslimem, který žije v manželském svazku s mužem.
Narodil se roku 1977 v Alžíru. Po občanské válce se s rodinou přestěhoval do Evropy, kde se poprvé setkal s gay komunitou. Snažil se skloubit svou sexuální orientaci s náboženským přesvědčením. Studoval humanitní a společenské vědy a teologii. Ve své doktorské práci se věnoval otázce LGBT a islámu. Během osobní krize se začal zajímat o buddhismus. V Tibetu se setkal s mnichy, kteří jej inspirovali v mystice a meditaci. Neztotožnil se však s jejich tvrzením, že pokud se žena chová dobře, narodí se v dalším životě jako muž. Zahed cestoval po muslimském světě aby navštívil místa odkud pocházeli jeho předkové.
V roce 2010 založil organizaci HM2F (Homosexuální muslimové a muslimky Francie) a v roce 2012 otevřenou mešitu, která je určena LGBT a liberálním muslimům. Zahed se inspiruje i křesťanskou queer teologií a teologií osvobození. Snaží se o mezináboženský dialog.

## Publikace
- LGBT Musulman-es: du Placard aux Lumières, face aux obscurantismes et aux homo-nationalismes (2016), Des Ailes sur un Tracteur
- Queer Muslim Marriage: Struggle of a gay couple's true life story towards Inclusivity & Tawheed within Islam (2013), CALEM
- Le Coran et la chair (2012), Éditions Max Milo
- Révoltes extraordinaires: un enfant du sida autour du monde (2011), L'Harmattan